# Kościół Najświętszej Maryi Panny Królowej Polski w Ustrzykach Dolnych
Kościół Najświętszej Maryi Panny Królowej Polski – rzymskokatolicki kościół parafialny należący do dekanatu Ustrzyki Dolne archidiecezji przemyskiej.
Świątynia została wzniesiona w stylu neogotyckim. Kościół był budowany w latach 1908-1909 według projektu architekta Jana Tarczałowicza. 3 maja 1912 biskup Józef Sebastian Pelczar, poświęcił świątynię. Kościół otrzymał wezwanie Najświętszej Maryi Panny Królowej Polski.
Świątynia nie została uszkodzona w toku walk obu wojen światowych, ale gdy po wojnie Ustrzyki Dolne zostały na kilka lat włączone do Związku Radzieckiego, wnętrze kościoła zostało zdewastowane na skutek przeznaczenia budynku na magazyn zbożowy. W tym czasie został zniszczony także obraz Matki Bożej Szkaplerznej umieszczony w głównym ołtarzu, czczony jako obraz Królowej Polski. Częściowo zniszczone zostały także boczne ołtarze oraz sprzęty wyposażenia kościelnego i liturgicznego.
Po tzw. korekcie granicy wschodniej i powrocie Ustrzyk Dolnych do Polski, w 1952 roku świątynia została przywrócona do funkcji sakralnych i została przy niej utworzona samodzielna placówka duszpasterska jako parafia Najświętszej Maryi Panny Królowej Polski. W ołtarzu głównym na miejsce zniszczonego obrazu Matki Bożej Szkaplerznej umieszczono przeniesiony z Bełza przez polskich przesiedleńców XVII-wieczny obraz Matki Bożej Bełskiej, kopię Matki Bożej Częstochowskiej autorstwa lwowskiego artysty Fedora Seńkowicza, czczoną uprzednio w kościele św. Mikołaja w Bełzie. 26 czerwca 1967 roku arcybiskup Ignacy Tokarczuk konsekrował świątynię.
W latach 2015–2018 kościół przeszedł znaczne zmiany konstrukcyjne; dobudowano nową nawę główną zachowując styl oryginalnej budowli, przy czym świątynia została przeorientowana z północy na wschód.

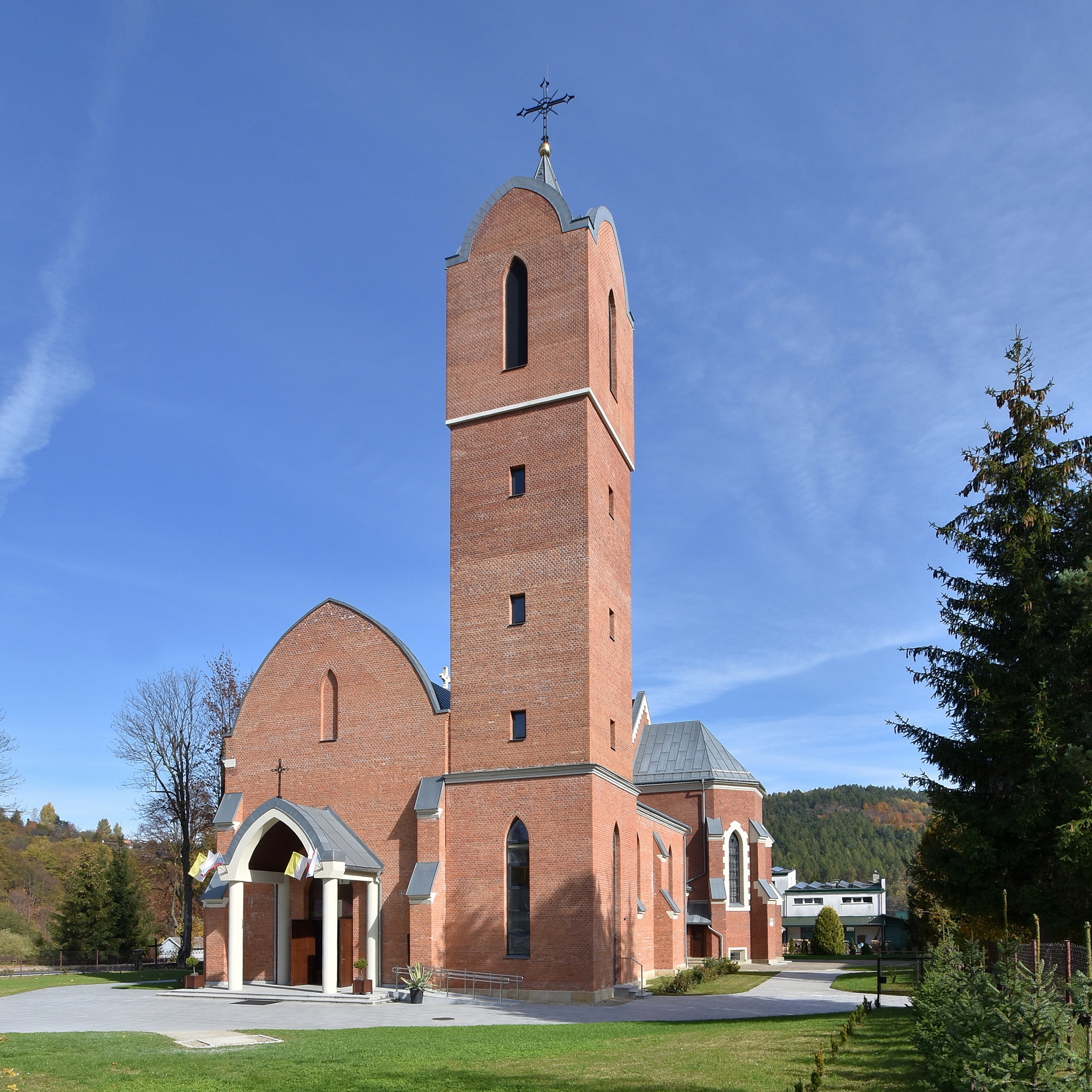
Elewacja frontowa
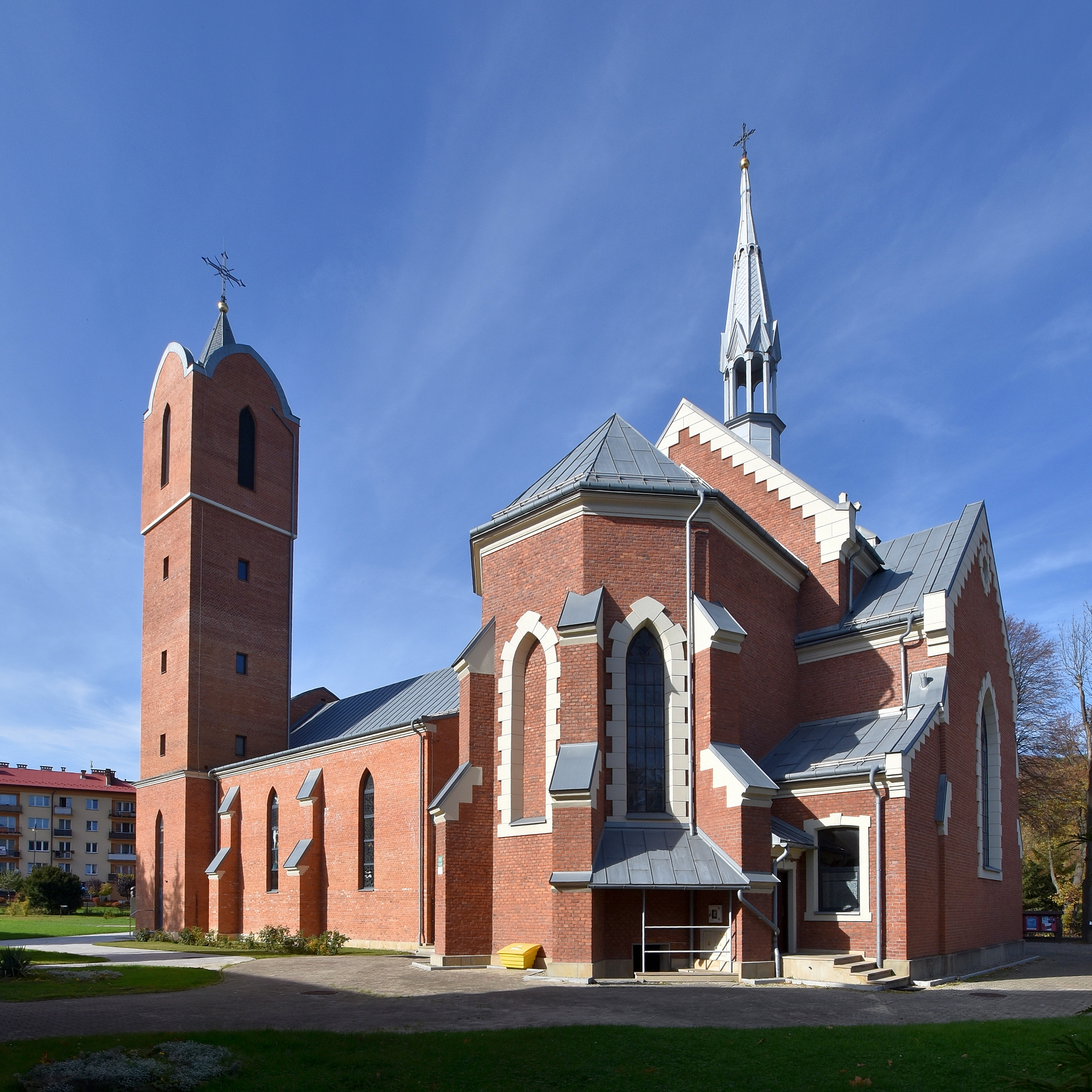
Elewacja boczna
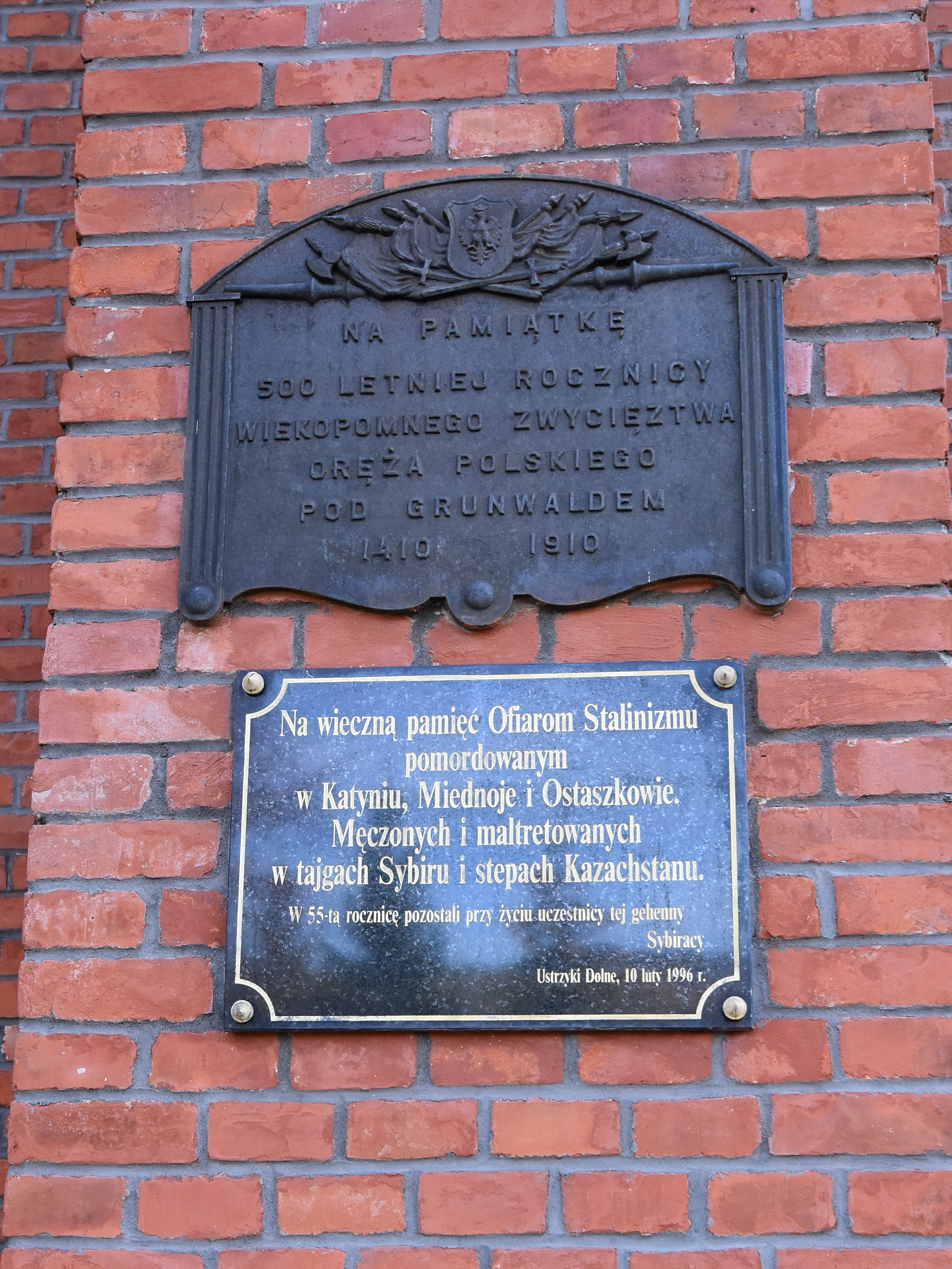
Tablice pamiątkowe